# Projekt 940
Bei den U-Booten des Projektes 940 (Lenok; NATO-Code: India) handelt es sich um eine U-Boot-Klasse der sowjetischen Marine. Die Einheiten sind konventionell angetrieben, ihre Aufgabe besteht in der Unterstützung von Seenotrettungseinsätzen für Besatzungen gesunkener U-Boote. Zu diesem Zweck sind die Boote mit zwei Rettungs-U-Booten (Deep Submergence Rescue Vessel) ausgerüstet, die sich in zwei Ladebuchten hinter dem Turm befinden. Diese DSRV können 500–1000 m tief tauchen und bieten Platz für 24 Passagiere und drei Mann Besatzung.
Die India-Boote sind mit umfangreichen medizinischen Geräten ausgestattet, darunter Druckkammern und Sanitätsbereichen, um mehrere Dutzend Personen gleichzeitig behandeln zu können. Den Booten kommt allerdings in erster Linie die Rolle eines Trägerfahrzeuges für die DSRV zu.
Zwei Einheiten der Klasse wurden Mitte der 1970er-Jahre gebaut und 1990 aus der Flottenliste gestrichen. Beide wurden 1995 abgebrochen.